# Govern d'Andorra (2023-
El Govern d'Andorra de 2023 està presidit per Xavier Espot Zamora i correspon a la IX legislatura des de l'aprovació de la constitució. El formen ministres principalment de Demòcrates per Andorra i també de Ciutadans Compromesos.

## Composició
| Govern d'Andorra de 2023                                    |                                           |                                      |                                      |
| Composició                                                  | 10 membres de Demòcrates per Andorra      | 10 membres de Demòcrates per Andorra | 10 membres de Demòcrates per Andorra |
| Composició                                                  | 1 membre de Ciutadans Compromesos         |                                      |                                      |
| Ministeri                                                   | Titular                                   | Titular                              | Partit polític                       |
| Cap de Govern                                               | Xavier Espot Zamora 10 de maig de 2023–   |                                      | DA                                   |
| Presidència, Economia, Treball i Habitatge                  | Conxita Marsol Riart 16 de maig de 2023–  |                                      | DA                                   |
| Relacions Institucionals, Educació i Universitats           | Ladislau Baró Solà 16 de maig de 2023–    |                                      | DA                                   |
| Turisme i Comerç                                            | Jordi Torres Falcó 16 de maig de 2023–    |                                      | DA                                   |
| Finances                                                    | Ramon Lladós Bernaus 16 de maig de 2023–  |                                      | DA                                   |
| Afers Exteriors                                             | Imma Tor Faus 16 de maig de 2023–         |                                      | DA                                   |
| Justícia i Interior                                         | Ester Molné Soldevila 16 de maig de 2023– |                                      | DA                                   |
| Territori i Urbanisme                                       | Raül Ferré Bonet 16 de maig de 2023–      |                                      | CC                                   |
| Afers Socials i Funció Pública                              | Trini Marín González 16 de maig de 2023–  |                                      | DA                                   |
| Salut                                                       | Helena Mas Santuré 16 de maig de 2023–    |                                      | DA                                   |
| Medi Ambient, Agricultura i Ramaderia i portaveu del Govern | Guillem Casal Font 16 de maig de 2023–    |                                      | DA                                   |
| Cultura, Joventut i Esports                                 | Mònica Bonell Tuset 16 de maig de 2023–   |                                      | DA                                   |